# (12514) Schommer
(12514) Schommer (1998 HM26) – planetoida z pasa głównego asteroid okrążająca Słońce w ciągu 4,07 lat w średniej odległości 2,55 j.a. Odkryta 20 kwietnia 1998 roku.